# Курбанов, Баходир Низамович
Баходи́р Низа́мович Курба́нов (узб. Bahodir Nizomovich Qurbonov; род. 1969 году, Джизакская область, УзССР, СССР) — узбекский государственный деятель и военачальник. Председатель Службы государственной безопасности Республики Узбекистан с 23 ноября 2024 года. Министр обороны Республики Узбекистан (2019—2024).

## Биография
Баходир Курбанов родился в 1969 году в Джизакской области. С 1987 по 1989 год проходил срочную военную службу. В 1990 году поступил в высшую следственную школу МВД Узбекистана, а в 1992 году в высшую школу МВД Узбекистана.
С 1994 по 1996 год работал сначала следователем, затем старшим следователем следственного отделения ОВД Джизака. В 1996 году перешёл на работу в УВД Джизакской области оперуполномоченным отделения по борьбе с незаконными валютными операциями управления по борьбе с коррупцией, рэкетом и терроризмом. С 1997 по 1998 год работал оперуполномоченным 1-го отдела управления по борьбе с коррупцией, рэкетом и терроризмом УВД Джизакской области. В 1998 году назначен старшим оперуполномоченным 2-го отдела управления по борьбе с коррупцией, рэкетом и терроризмом УВД Джизакской области. В 1999 году занял должность старшего оперуполномоченного 3-го отдела управления по борьбе с коррупцией, рэкетом и терроризмом УВД Джизакской области, а также оперуполномоченного отделения уголовного розыска ОВД Джизакского района Джизакской области. В этом же году назначен заместителем начальника 3-го отдела управления по борьбе с коррупцией, рэкетом и терроризмом УВД Джизакской области. С 2001 года занимает должность заместителя начальника 2-го отдела управления по борьбе с коррупцией, рэкетом и терроризмом УВД Джизакской области, а также заместителя начальника управления уголовного розыска и борьбы с терроризмом УВД Джизакской области.
В 2002 году назначен начальником ОВД Джизакского района Джизакской области. В 2005 году перешёл на должность начальника ОВД Галляаральского района Джизакской области. В 2008 году занял должность первого заместителя начальника главного управления патрульно-постовой службы МВД Узбекистана. В этом же году назначен начальником УВД Наманганской области.
С 24 декабря 2013 по 27 декабря 2015 года занимал должность заместителя министра внутренних дел Узбекистана. В 2015 году назначен начальником ГУВД города Ташкента. 14 января 2017 года присвоено звание генерал-майор. С 12 февраля 2018 по 11 февраля 2019 года занимал должность командующего войсками Ташкентского военного округа.
11 февраля 2019 года указом президента Узбекистана Шавката Мирзиёева назначен министром обороны Узбекистана. С 15 августа 2020 года председатель ассоциации смешанных единоборств (ММА) Узбекистана.
24 ноября 2024 года указом президента Республики Узбекистан Шавката Мирзиёева назначен председателем службы государственной безопасности (СГБ) Республики Узбекистан. В этот же день присвоено звание генерала-полковника.
22 февраля 2025 года избран президентом Футбольной ассоциации Узбекистана.